# Rio Vermelho (município)
Rio Vermelho é um município brasileiro do estado de Minas Gerais e sua população recenseada em 2022 era de 12 641 habitantes.

## História

### Bandeiras que percorreram a região
- A bandeira liderada por Francisco Bruzza Espinosa, o primeiro homem branco que pisou o solo mineiro no ano de 1536 (para outros historiadores 1554). Expedição que partiu de Porto Seguro - Bahia.
- A bandeira liderada por Sebastião Fernandes Tourinho, no ano de 1572 - Saindo de Porto Seguro - Bahia.
- A bandeira liderada por Marcos de Azeredo Coutinho, que no ano de 1612 encontrou o primeiro diamante do Brasil às margens do Rio Suaçuí, (no município de Paulistas). Advindo do Espírito Santo e fazendo o mesmo projeto do Bandeirante Sebastião Fernandes Tourinho.
- A bandeira liderada por Fernão Dias Paes Leme, que saindo de São Paulo no dia 21 de julho de 1674 tomando rumo do Rio Paraíba, passando por Taubaté, Pindamonhangaba e daí penetrou no território mineiro passando por Passa Quatro, Pouso Alto, Caxambú, Baependi, Ibituruna, daí rumo ao Rio das Mortes, até fundar a segunda Feitoria em Minas (São Pedro do Paraopeba). De lá, ruma para a região de Betim, Lagoa Santa, Sumidouro, Rio das Velhas e parte para a região do Serro Frio (Serro) e deflete rumo a Itacambira e inicia seu retorno passando por Itamarandiba e chega a região de Rio Vermelho. No local onde há o encontro das águas do Rio Vermelho com o Rio Turvo (divisa da cidade de Rio Vermelho com Paulistas); constrói a maior obra da engenharia mineira. A Ponte dos Paulistas (Cachoeira de Geraldo Miranda).[6]

## Cultura e Turismo

### Datas comemorativas
Janeiro
- Festa de São Sebastião
- Aniversario da cidade

Julho
- Semana do Fazendeiro de Rio Vermelho

Agosto
- Festa Nossa Senhora da Pena
- Festa do Bom Jesus no Bairro Magalhães

Setembro
- Jogos da Primavera
- Festa da Pedra Menina

### Pontos turísticos
- Rio Vermelho faz parte do "Circuito dos Diamantes"
- Parque da Serra do Gavião, com a Gruta do Taipero, Cachoeira do Landim, Cachoeira Sete Quedas e a Gruta da Lapa Santa.